# タマラ・エチェゴジェン
タマラ・エチェゴジェン・ドミンゲス（Támara Echegoyen Domínguez, 1984年2月17日 - ）は、スペイン・ガリシア州オウレンセ県オウレンセ出身の女子セーリング競技選手。

## 経歴
2012年ロンドンオリンピックのセーリング競技ではソフィア・トロやアンヘラ・プマリエガとともにエリオット6m級に出場し、金メダルを獲得した。